# Allätarbaggar
Allätarbaggar (Polyphaga) är den underordning i ordningen skalbaggar som har störst antal beskrivna arter. Ungefär 90% av alla skalbaggar tillhör denna underordning.

## Systematik
Man delar underordningen i 6 delordningar, 16 överfamiljer och 144 familjer.
Familjer som förekommer i Sverige:
- almsavbaggar (Nosodendridae)
- asbaggar (Silphidae)
- barkbaggar (Colydiidae)
- barkplattbaggar (Pythidae)
- barrblomvivlar (Nemonychidae)
- barrlusbaggar (Derodontidae)
- bladbaggar (Chrysomelidae)
- bladhorningar (Scarabaeidae)
- blombaggar (Oedemeridae)
- borstbaggar (Melyridae)
- brokbaggar (Cleridae)
- brunbaggar (Melandryidae)
- bäckbaggar (Elmidae)
- dubbelklobaggar (Stenotrachelidae)
- dvärgkulbaggar (Clambidae)
- dynsvampbaggar (Biphyllidae)
- ekoxbaggar (Lucanidae)
- fjädervingar (Ptiliidae)
- flatbaggar (Trogossitidae)
- flugbaggar (Cantharidae)
- fuktbaggar (Cryptophagidae)
- glansbaggar (Nitidulidae)
- glattbaggar (Scydmaenidae)
- gråbaggar (Monotomidae)
- gyttjebaggar (Hydrochidae)
- gångbaggar (Cerylonidae)
- hallonängrar (Byturidae)
- halsrandbaggar (Helophoridae)
- halvknäppare (Eucnemidae)
- kamhornsbaggar (Rhipiphoridae)
- kapuschongbaggar (Bostrichidae)
- kardinalbaggar (Pyrochroidae)
- klotbaggar (Spercheidae)
- knotbaggar (Trogidae)
- knäppare (Elateridae)
- kortvingar (Staphylinidae)
- kulbaggar (Byrrhidae)
- kullerglansbaggar (Brachypteridae)
- kvickbaggar (Anthicidae)
- lerstrandbaggar (Limnichidae)
- lysmaskar (Lampyridae)
- långbaggar (Languriidae)
- långhorningar (Cerambycidae)
- mjukbaggar (Scirtidae eller Helodidae)
- mossbaggar (Dascillidae)
- mycelbaggar (Leiodidae)
- mögelbaggar (Corticariidae eller Latridiidae)
- nyckelpigor (Coccinellidae)
- oljebaggar (Meloidae)
- palpbaggar (Hydrophilidae)
- plattbaggar (Cucujidae)
- platthöftbaggar (Eucinetidae)
- plattkäkbaggar (Prostomidae)
- plattnosbaggar (Anthribidae)
- praktbaggar (Buprestidae)
- punktbaggar (Corylophidae)
- ristbaggar (Scraptiidae eller Anaspidae)
- ritsplattbaggar (Laemophloeidae)
- rovbarkbaggar (Bothrideridae)
- rullvivlar (Attelabidae)
- rödvingebaggar (Lycidae)
- savbaggar (Sphaeritidae)
- skinnsvampbaggar (Tetratomidae)
- skuggbaggar (Boridae)
- slambaggar (Georissidae)
- slemsvampbaggar (Aspidiphoridae)
- smalplattbaggar (Silvanidae)
- småknäppare (Throscidae)
- snäckbaggar (Drilidae)
- sotsvampbaggar (Phalacridae)
- spetsvivlar (Brentidae eller Apionidae)
- strandgrävbaggar (Heteroceridae)
- stumpbaggar (Histeridae)
- sumpbaggar (Agyrtidae)
- svampbaggar (Endomychidae)
- svampklotbaggar (Alexiidae eller Sphaerosomatidae)
- svartbaggar (Tenebrionidae)
- tornbaggar (Mordellidae)
- trubbknäppare (Lissomidae)
- trädbasbaggar (Salpingidae)
- trädsvampbaggar (Erotylidae)
- trädsvampborrare (Ciidae)
- trägnagare (Ptinidae)
- varvsflugor (Lymexylidae)
- vattenbrynsbaggar (Hydraenidae)
- vedsvampbaggar (Mycetophagidae)
- vinterbaggar (Phloiophilidae)
- vivlar (Curculionidae, inkl. Scolytidae)
- ängrar (Dermestidae)
- ögonbaggar (Aderidae)
- öronbaggar (Dryopidae)